# Сапега, Евстафий Северин
Князь Евстафий Северин Сапега (7 августа 1916, Гродненщина — 2 марта 2004, Найроби, Кения) — профессиональный охотник, поручик кавалерии Войска Польского, историк из рода Сапег.

## Биография
Представитель ружанской ветви польско-литовского княжеского рода Сапег герба «Лис». Младший (третий) сын князя Евстафия Каетана Владислава Сапеги (1881—1963) и Терезы Изабеллы Любомирской (1888—1964).
После окончания средней школы в Пщине, где одним из его учителей был профессор Вацлав Ивановский, 19 сентября 1934 года Евстафий Сапега поступил в школу подхорунжих резерва кавалерии в Грудзендзе. 15 июля 1935 года закончил учёбу в чине подхорунжего и был назначен на службу во 2-й полк Гороховских улан в Сувалках. Затем учился в Высшей Коммерческой Школе в Антверпене, а с 1938 года — в Высшей Колониальной Школе там же.
В чине подпоручика кавалерии Евстафий Сапега принимал участие в Сентябрьской кампании 1939 года в рядах Сувалковской кавалерийской бригады. В составе 2-го полка Гроховских улан участвовал в бою под Коцком. Был награждён Крестом Храбрых. В 1939—1945 годах находился в лагере военнопленных «Oflag II C Woldenberg» на территории Германии, где в настоящее время находится город Добегнев.
В последние недели войны Евстафий с братом Леоном попытался бежать при наступлении советских войск — как аристократ и сын антисоветского политика он опасался ареста. Дошел до Грабау, где с помощью группы польских военнопленных захватил конюшни, где содержались многие породистые кони, захваченные немцами в Польше (в частности, в знаменитой конюшне арабских скакунов в Януве).
В 1947 году он уехал из Европы в Кению, где занимался торговлей металлом, затем добычей драгоценных камней, а также профессиональной охотой.
Евстафий Северин Сапега сорок лет собирал материалы к монографии рода Сапег, изданной в 1995 году под названием «Дом Сапежинский». Является автором автобиографии «Так было, или недемократические воспоминания Евстафия Сапеги», которая была издана в 1999 году (английское название «The way it was», Найроби 2006), а также соавтором (вместе с Павлом Kaрдашем) «Сафари. Охота в Восточной Африке и Южной Америке», изданной в 2000 году.
87-летний Евстафий Сапега скончался в Найроби, столице Кении. Был похоронен в Боцьках в Подляском воеводстве.

## Семья и дети
24 ноября 1945 года женился на Антонине Марии Семеньской (25 сентября 1922 — 16 августа 1996), дочери Стефана Семеньского и Ядвиги Городинской. Их дети:
- Мария Тереза Ядвига Жозефа (род. 27 марта 1948)
- Мария Габриэла Эльжбета Элеонора (род. 17 ноября 1949), замужем с 1981 года за Бенгтом Бекманом (род. 1942)
- Анна Иоанна Мария (род. 3 апреля 1951), замужем с 1976 года за графом Францишком Людвиком Марией Антонием Альфредом Водзицким (1942—1996)
- Леон Евстафий Стефан (14 июня 1960 — 16 ноября 1970).

14 февраля 2003 года в Найроби вторично женился на Эльжбете Гнездовской (род. 2 августа 1938).